# Bundesstraße 518
Pour les articles homonymes, voir Route 518.
La Bundesstraße 518 est une Bundesstraße du Land de Bade-Wurtemberg.

## Géographie
La B 518 commence à Schopfheim, au croisement avec la Bundesstraße 317. À l'est, hors de la ville, la route sinueuse atteint l'Eichener Höhe (481 m) après 2,5 kilomètres, qui marque également le point culminant de la route fédérale. Après environ 4 km, la B 518 change de direction d'est en sud et atteint la ville de Wehr après 6,8 km et Wehr-Brennet après 12,1 km, où elle rencontre la Bundesstraße 34. À son point final à Bad Säckingen, on atteint la frontière entre l'Allemagne et la Suisse et traverse le Rhin en direction de la Suisse via le pont Fridolin.

## Histoire
La B 518 est établie au milieu et à la fin des années 1970 pour améliorer le réseau routier fédéral.

## Source
- (de) Cet article est partiellement ou en totalité issu de l’article de Wikipédia en allemand intitulé « Bundesstraße 518 » (voir la liste des auteurs).

1. ↑  (de) « Die Bundes- und Reichsstraßen in Deutschland - Nr. ab 399 » [archive du 15 octobre 2008], sur home.arcor.de (consulté le 18 juillet 2025)